# Philippe de Hesse-Hombourg
Philippe (11 mars 1779, Hombourg – 15 décembre 1846, Hombourg) est landgrave de Hesse-Hombourg de 1839 à sa mort.

## Biographie

### Carrière militaire
Philippe est le sixième fils du landgrave Frédéric V de Hesse-Hombourg et de Caroline de Hesse-Darmstadt.
En 1794, capitaine dans la brigade « Hesse-Darmstadt » aux Pays-Bas, il est fait prisonnier par les Français. Il est libéré après dix mois de détention. En 1796, il combat dans les rangs de l'armée autrichienne. Après sa brillante conduite lors de la bataille d'Aspern contre les troupes napoléoniennes (21-22 mai 1809), il est promu major-général. Il est brièvement gouverneur du grand-duché de Francfort en 1814 et gouverneur du royaume de Naples en 1821. En 1825, il fut nommé commandant, en 1827 gouverneur de Limberg. En 1829, il fut promu maréchal de camp dans l'armée autrichienne.

### Candidature au trône de Grèce
En 1829, Philippe de Hesse-Homburg présente sa candidature au trône de Grèce. Il est soutenu par le Royaume-Uni et la Russie, mais désapprouvé par la France. Lors de la signature du Protocole de Londres, le 3 février 1830, c'est Othon de Bavière qui est choisi pour monter sur le trône du royaume de Grèce et devenir le premier roi de ce pays (1832).

### Mariage
En 1838, Philippe épouse morganatiquement Rosalia Antonia Potoschnigg, surnommée « la Vénus styrienne ». Elle est titrée comtesse von Naumburg, mais ce mariage déplaît à la famille de Hesse-Hombourg qui le considère comme une mésalliance.

### Règne
Le frère aîné de Philippe, Louis-Guillaume, meurt en 1839 sans laisser d'héritier et Philippe lui succède. L'année suivante, il devient gouverneur de la forteresse de Mayence, et dès lors, c'est son frère cadet Gustave qui le représente officiellement aux affaires de Hesse-Hombourg. En juillet 1840, Philippe signe une concession aux frères François et Louis Blanc pour l'ouverture d'un casino à Hombourg. En décembre 1844, les citoyens de Hesse-Hombourg réclament une constitution, demande rejetée après examen par le landgrave.
La femme de Philippe meurt le 21 février 1845, sans lui avoir donné d'enfants. Il lui survit un an et demi, puis meurt à son tour le 15 décembre 1846. Ils sont tous deux inhumés dans la crypte du château de Hombourg. Le frère cadet de Philippe, Gustave, lui succède à la tête du landgraviat.